# 长诏水库
长诏水库位于中国浙江省绍兴市新昌县拔茅镇，是以防洪、灌溉为主，兼顾发电的大型水库。又称沃洲湖。